# IC 741
IC 741 је лентикуларна галаксија у сазвјежђу Дјевица која се налази на листи објеката дубоког неба у Индекс каталогу.
Деклинација објекта је - 4° 50' 11" а ректасцензија 11h 50m 31,8s. Привидна величина (магнитуда) објекта IC 741 износи 13,9 а фотографска магнитуда 14,8. IC 741 је још познат и под ознакама MCG -1-30-37, PGC 37008.